# Marcin Chodkiewicz
Marcin Chodkiewicz (ur. 8 lipca 1982 w Zielonej Górze) – polski koszykarz grający na pozycji silnego skrzydłowego, obecnie zawodnik oraz trener I-ligowego zespołu Sokoła Marbo Międzychód.
Wychowanek Zastalu Zielona Góra, w którym grał nieprzerwanie od 1999 do 2012 roku, pełniąc przez pewien czas funkcję kapitana drużyny. W sezonie 2012/2013 był graczem grającego wówczas w I lidze SKK Siedlce. W latach 2013–2015 był zawodnikiem SKM-u Nowa Sól, w którym pełnił także funkcję asystenta trenera.
W sezonie 2004/2005 otrzymał tytuł MVP sezonu zasadniczego rozgrywek I ligi. Został także wybrany do „pierwszej piątki” sezonu zasadniczego tych rozgrywek.
Koszykówkę uprawia również jego brat, Adam, który także jest wychowankiem i byłym zawodnikiem Zastalu Zielona Góra. Jego ojciec Grzegorz jest trenerem koszykówki.

## Osiągnięcia
Drużynowe
- Brązowy medalista mistrzostw Polski (2012)

Indywidualne
- MVP I ligi (2005)
- Uczestnik meczu gwiazd I ligi (2007)[10]
- Zaliczony do I składu I ligi (2005)

## Statystyki w Polskiej Lidze Koszykówki
| Sezon   | Drużyna             | M  | S5 | MPG  | FG%   | 3P%   | FT%   | RPG | APG | SPG | BPG | PPG |
| ------- | ------------------- | -- | -- | ---- | ----- | ----- | ----- | --- | --- | --- | --- | --- |
| 1999/00 | Zastal Zielona Góra | 20 | ?  | 14,3 | 45,9% | 0,0%  | 50,0% | 2,1 | 0,2 | 0,9 | 0,3 | 3,5 |
| 2010/11 | Zastal Zielona Góra | 24 | 8  | 17,0 | 34,0% | 31,0% | 40,0% | 3,7 | 0,6 | 0,6 | 0,1 | 3,7 |
| 2011/12 | Zastal Zielona Góra | 12 | 3  | 7,6  | 18,0% | 25,0% | 33,0% | 2,0 | 0,3 | 0,1 | 0,2 | 0,9 |